# Raúl Gorriti
Raúl Enrique Gorriti Drago, né le 10 octobre 1956 à Camaná et mort le 3 avril 2015 dans la même ville, est un footballeur péruvien qui évoluait au poste de milieu de terrain.

## Biographie

### Carrière en club
Raúl Gorriti fait ses débuts comme joueur professionnel au León de Huánuco en 1975. Ses bonnes prestations lui valent d'être recruté par le Sporting Cristal en 1977. L'année suivante, il dispute trois matchs de la Copa Libertadores 1978 avec ce dernier club (aucun but marqué).
En 1979, il poursuit sa carrière au Deportivo Municipal, puis s'expatrie en Argentine à l'Instituto de Córdoba en 1980 avant de revenir au Pérou jouer à l'Universitario de Deportes en 1981, suivi du FBC Melgar en 1983.

### Carrière en équipe nationale
International péruvien, Raúl Gorriti dispute 11 matchs avec sa sélection entre 1976 et 1979. Il participe notamment à la Coupe du monde 1978 en Argentine. Lors du mondial, il dispute un seul match face à l'équipe hôte.

### Carrière d'entraîneur et décès
Reconverti entraîneur, il dirige notamment le Sport Rosario de Huaraz en 2004. Il meurt à 58 ans dans sa ville natale de Camaná le 3 avril 2015. En guise d'hommage le stade municipal de Camaná est renommé stade Raúl Gorriti Drago.